# Olympische Sommerspiele 2016/Teilnehmer (Bahrain)
| Gelbes Symbol für Goldmedaillen mit stilisierten Olympischen Ringen | Graues Symbol für Silbermedaillen mit stilisierten Olympischen Ringen | Braundes Symbol für Bronzemedaillen mit stilisierten Olympischen Ringen |
| ------------------------------------------------------------------- | --------------------------------------------------------------------- | ----------------------------------------------------------------------- |
| 1                                                                   | 1                                                                     | —                                                                       |

Bahrain nahm an den Olympischen Spielen 2016 in Rio de Janeiro teil. Es war die insgesamt neunte Teilnahme an Olympischen Sommerspielen. Das Bahrainische Olympische Komitee nominierte 35 Athleten in vier Sportarten.

## Teilnehmer nach Sportarten

### Leichtathletik
Laufen und Gehen 
| Athleten               | Wettbewerb       | Runde 1         | Runde 1         | Halbfinale      | Halbfinale      | Finale        | Finale        | Rang   |
| Athleten               | Wettbewerb       | Zeit            | Rang            | Zeit            | Rang            | Zeit          | Rang          | Rang   |
| ---------------------- | ---------------- | --------------- | --------------- | --------------- | --------------- | ------------- | ------------- | ------ |
| Frauen                 |                  |                 |                 |                 |                 |               |               |        |
| Hajar al-Khaldi        | 100 m            | 11,59 s         | 43              | ausgeschieden   | ausgeschieden   | ausgeschieden | ausgeschieden | 43     |
| Iman Essa Jasim        | 100 m            | 11,72 s         | 53              | ausgeschieden   | ausgeschieden   | ausgeschieden | ausgeschieden | 53     |
| Edidiong Odiong        | 200 m            | 22,74 s         | 14              | 22,84 s         | 17              | ausgeschieden | ausgeschieden | 17     |
| Oluwakemi Adekoya      | 400 m            | 50,72 s         | 2               | 50,88 s         | 9               | ausgeschieden | ausgeschieden | 9      |
| Salwa Eid Naser        | 400 m            | 51,06 s         | 3               | 50,88 s         | 9               | ausgeschieden | ausgeschieden | 9      |
| Tigist Gashaw          | 1500 m           | 4:10,96 min     | 23              | ausgeschieden   | ausgeschieden   | ausgeschieden | ausgeschieden | 23     |
| Mimi Belete            | 5000 m           | 15:29,72 min    | 19              | –               | –               | ausgeschieden | ausgeschieden | 19     |
| Dalila Abdulkadir Gosa | 5000 m           | nicht gestartet | nicht gestartet | –               | –               | –             | –             | –      |
| Rose Chelimo           | Marathon         | –               | –               | –               | –               | 2:27:36 h     | 8             | 8      |
| Shitaye Eshete         | Marathon         | –               | –               | –               | –               | nicht beendet | nicht beendet | –      |
| Eunice Jepkirui Kirwa  | Marathon         | –               | –               | –               | –               | 2:24:13 h     | 2             | Silber |
| Ruth Jebet             | 3000 m Hindernis | 9:12,62 min     | 1               | –               | –               | 8:59,75 min   | 1             | Gold   |
| Tigist Getent Mekonen  | 3000 m Hindernis | 9:49,92 min     | 40              | –               | –               | ausgeschieden | ausgeschieden | 40     |
| Männer                 |                  |                 |                 |                 |                 |               |               |        |
| Kemarley Brown         | 100 m            | 10,13 s         | 8               | 10,13 s         | 18              | ausgeschieden | ausgeschieden | 18     |
| Andrew Fisher          | 100 m            | 10,12 s         | 7               | disqualifiziert | disqualifiziert | ausgeschieden | ausgeschieden | –      |
| Salem Eid Yaqoob       | 200 m            | 20,19 s         | 6               | 20,43 s         | 18              | ausgeschieden | ausgeschieden | 18     |
| Abubakar Abbas         | 400 m            | disqualifiziert | disqualifiziert | ausgeschieden   | ausgeschieden   | ausgeschieden | ausgeschieden | –      |
| Ali Khamis Khamis      | 400 m            | 45,12 s         | 3               | 44,49 s         | 8               | 44,36 s       | 6             | 6      |
| Abraham Rotich         | 800 m            | disqualifiziert | disqualifiziert | ausgeschieden   | ausgeschieden   | ausgeschieden | ausgeschieden | –      |
| Benson Seurei          | 1500 m           | 3:38,82 min     | 7               | 3:40,53 min     | 13              | ausgeschieden | ausgeschieden | 13     |
| Zouhaïr Awad           | 5000 m           | nicht beendet   | nicht beendet   | –               | –               | ausgeschieden | ausgeschieden | –      |
| Birhanu Balew          | 5000 m           | 13:19,83 min    | 4               | –               | –               | 13:09,26 min  | 9             | 9      |
| Albert Kibichii Rop    | 5000 m           | 13:24,95 min    | 13              | –               | –               | 13:08,79 min  | 7             | 7      |
| Hassan Chani           | 10.000 m         | –               | –               | –               | –               | nicht beendet | nicht beendet | –      |
| Abraham Cheroben       | 10.000 m         | –               | –               | –               | –               | 27:31,86 min  | 10            | 10     |
| El Hassan el-Abbassi   | 10.000 m         | –               | –               | –               | –               | 28:20,17 min  | 26            | 26     |
| Alemu Bekele           | Marathon         | –               | –               | –               | –               | nicht beendet | nicht beendet | –      |
| Isaac Korir            | Marathon         | –               | –               | –               | –               | nicht beendet | nicht beendet | –      |
| Nelson Cherutich       | 3000 m Hindernis | 8:35,87 min     | 29              | –               | –               | ausgeschieden | ausgeschieden | 29     |
| John Kibet Koech       | 3000 m Hindernis | 8:28,81 min     | 18              | –               | –               | ausgeschieden | ausgeschieden | 18     |

### Ringen
| Athleten        | Wettbewerb       | 1. Runde | 1. Runde | Achtelfinale      | Achtelfinale | Viertelfinale | Viertelfinale | Halbfinale    | Halbfinale    | Hoffnungsrunde Viertelfinale | Hoffnungsrunde Viertelfinale | Hoffnungsrunde Halbfinale | Hoffnungsrunde Halbfinale | Hoffnungsrunde Finale | Hoffnungsrunde Finale | Finale        | Finale        | Rang          |
| Athleten        | Wettbewerb       | Gegner   | Ergebnis | Gegner            | Ergebnis     | Gegner        | Ergebnis      | Gegner        | Ergebnis      | Gegner                       | Ergebnis                     | Gegner                    | Ergebnis                  | Gegner                | Ergebnis              | Gegner        | Ergebnis      | Rang          |
| --------------- | ---------------- | -------- | -------- | ----------------- | ------------ | ------------- | ------------- | ------------- | ------------- | ---------------------------- | ---------------------------- | ------------------------- | ------------------------- | --------------------- | --------------------- | ------------- | ------------- | ------------- |
| Freistil Männer |                  |          |          |                   |              |               |               |               |               |                              |                              |                           |                           |                       |                       |               |               |               |
| Adam Batirow    | Klasse bis 65 kg | Freilos  | Freilos  | Ixtiyor Navroʻzov | 1:3          | ausgeschieden | ausgeschieden | ausgeschieden | ausgeschieden | ausgeschieden                | ausgeschieden                | ausgeschieden             | ausgeschieden             | ausgeschieden         | ausgeschieden         | ausgeschieden | ausgeschieden | ausgeschieden |

### Schießen
| Athleten     | Wettbewerb                    | Qualifikation   | Qualifikation | Finale          | Finale        | Ringe/ Scheiben | Rang |
| Athleten     | Wettbewerb                    | Ringe/ Scheiben | Rang          | Ringe/ Scheiben | Rang          | Ringe/ Scheiben | Rang |
| ------------ | ----------------------------- | --------------- | ------------- | --------------- | ------------- | --------------- | ---- |
| Männer       |                               |                 |               |                 |               |                 |      |
| Mahmood Haji | Kleinkaliber liegend 50 Meter | 612,6           | 46            | ausgeschieden   | ausgeschieden | 612,6           | 46   |

### Schwimmen
| Athleten           | Wettbewerb    | Vorlauf | Vorlauf | Halbfinale    | Halbfinale    | Finale        | Finale        | Rang |
| Athleten           | Wettbewerb    | Zeit    | Rang    | Zeit          | Rang          | Zeit          | Rang          | Rang |
| ------------------ | ------------- | ------- | ------- | ------------- | ------------- | ------------- | ------------- | ---- |
| Frauen             |               |         |         |               |               |               |               |      |
| Fatema Abdulmohsen | 50 m Freistil | 32,28 s | 74      | ausgeschieden | ausgeschieden | ausgeschieden | ausgeschieden | 74   |
| Männer             |               |         |         |               |               |               |               |      |
| Farhan Farhan      | 50 m Freistil | 24,61 s | 58      | ausgeschieden | ausgeschieden | ausgeschieden | ausgeschieden | 58   |